# Matt Holubowski

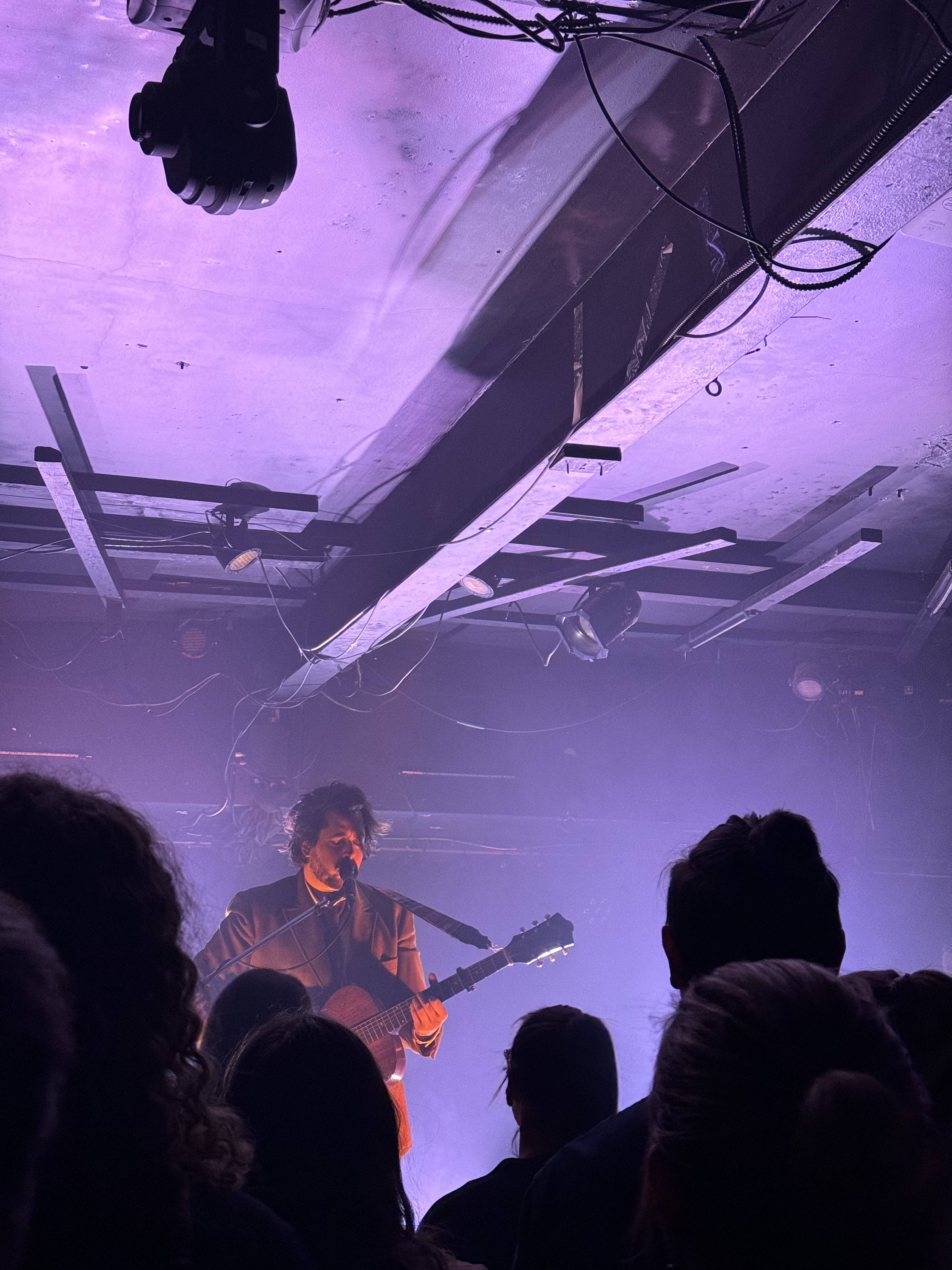
Matt Holubowski en spectacle à Sherbrooke

Matt Holubowski est un auteur-compositeur-interprète canadien né à Hudson au Québec le 9 mai 1988.
Avec la parution de son premier album, Old Man, lancé en juin 2014 sous le pseudonyme Ogen, Matt Holubowski arrive dans le paysage musical québécois.  
Actuellement représenté par la maison de disque indépendante Audiogram depuis septembre 2015, il a lancé son deuxième album, Solitudes, en septembre 2016, puis Weird Ones en février 2020.

## Biographie

### Jeunesse
Né d'un père d'origine polonaise et d'une mère québécoise le 9 mai 1988, Matt Holubowski grandit à Hudson au Québec. 
C'est à l'âge de 17 ans qu'il commence à s'intéresser à la musique. Il apprend alors à jouer de la guitare de manière autodidacte. C'est toutefois en Science politique que Matt Holubowski choisit de poursuivre ses études au Collège John Abbott, puis au baccalauréat à l'Université Concordia, diplôme qu'il obtient en 2012.  
Il profite de cette période de sa vie pour voyager. Il visite, entre autres, l’Ouganda et l’Asie du Sud-Est.  C'est également à ce moment-là qu'il fait ses premières expériences de la scène.

### Premier album: Ogen,Old Man
L'année 2014 marque un tournant important dans sa jeune carrière puisqu'il lance, au mois de juillet de cette année-là, son tout premier album intitulé Old Man.
Produit en collaboration avec le jeune réalisateur Connor Seidel, Old Man est lancé via la plateforme Bandcamp et contient 14 pièces entièrement écrites et interprétées par Matt Holubowski. Le jeune auteur-compositeur-interprète y joue également de la guitare, du ukulélé, de la mandoline et de l’harmonica.

### Début de carrière
Matt Holubowski présente ensuite son tout premier spectacle à la Cinquième Salle de la Place des Arts dans le cadre du Festival international de jazz de Montréal. Les 30 minutes nécessaires à la vente des billets de cette représentation entraînent l'ajout d'une supplémentaire, qui se tiendra quelques jours plus tard au Métropolis de Montréal.
À l'automne 2015, après avoir considéré les offres de plusieurs boîtes, il devient le premier candidat de La Voix à signer un contrat avec la prestigieuse maison de disque indépendante Audiogram qui lui donne carte blanche pour son second opus. 
Après une série de spectacles qui se termine en novembre 2015, Matt Holubowski prend une pause et part pour l'Amérique centrale afin de visiter le Guatemala, le Costa Rica et le Nicaragua. 
Une fois revenu à Montréal, il commence à travailler sur son premier disque. Lors d’un concert, il fait la rencontre du musicien Connor Seidel. Ce n’est que deux ou trois mois plus tard, qu’il a commencé à enregistrer son premier album au studio de cet artiste, qui est aujourd’hui son principal collaborateur.

### Deuxième album:Solitudes
À son retour en terre canadienne, inspiré de ses nombreux voyages, Matt Holubowski entame la production de son deuxième album. Il fait alors appel au réalisateur avec lequel il a produit Old Man, Connor Seidel. L'album, intitulé Solitudes en hommage au roman Two Solitudes de Hugh MacLennan, est officiellement lancé le 23 septembre 2016 et est très bien accueilli par la critique.
Pour ce nouvel opus, il s'entoure de Simon Angell (guitare électrique), Stéphane Bergeron (percussions), Marc-André Landry (basse), Marianne Houle (violoncelle) et Félix Leblanc (piano) qui l'accompagnent également sur scène.
À la suite du succès critique et populaire de Solitudes, Matt Holubowski entreprend une vaste tournée qui le mène aux quatre coins de la province de Québec en 2016 et en 2017.

### Troisième album:Weird Ones
Le troisième album de Matt Holubowski, écrit entre Paris, Cracovie, Banff et Montréal, paraît le 20 février 2020. Décrit comme «beaucoup plus lumineux que le précédent» et un hommage «à toutes les personnes qui assument ce qu’elles sont», l'album est réalisé par Connor Seidel. 
La tournée qui suivra la parution de Weird Ones est annulée abruptement moins d'un mois avant son début dans la foulée de la pandémie de COVID19. L'artiste décide donc d'organiser des concerts virtuels via la plateforme Sidedoor et de remettre les profits à l'organisme Moisson Montréal. 

## Quatrième album:Like Flowers on a Molten Lawn
Il lance son quatrième album, Like Flowers on a Molten Lawn, le 24 mars 2023. Il se mérite pour celui-ci le Félix de l'album anglophone de l'année au Gala de l'ADISQ en 2023. Puis, en avril 2024, il fait paraître Somewhere, Someone fortement empreint des sentiments qui l'ont habité pendant les restrictions sanitaires en 2020 et 2021.

## Discographie

### Albums
2014 : 

2016 : 

2017 : 

2020 : 

### Singles
- 2016 : The King
- 2016 : Exhale/Inhale
- 2018: The Weatherman (or, the Felonies are Magnets on my Coat)

## Prix et distinctions
- Octobre 2016 : l'album Solitudes se hisse en première place du palmarès iTunes Canada[27]
- Juin 2016: Gagnant du Prix Espoir FEQ
- 2017: Nominations au Gala de l'ADISQ pour Album et Spectacle anglophone de l'année
- 2023: Prix au Gala de l'ADISQ pour Album de l'année - Anglophone[28]

- 2024: Nomination au Gala de l’ADISQ pour Album de l'année - Anglophone[29]

## Apparitions télévisuelles
- 2015: La Voix III
- 2016 : Tout le monde en parle, ICI Radio-Canada (9 octobre 2016)[30]
- 2016 : Belle et Bum, Télé-Québec (1er décembre 2016)[31]
- 2017 : En mode Salvail, V (28 février 2017)[32]